# Prescott, Arkansas
Prescott là một thành phố thuộc quận Nevada, tiểu bang Arkansas, Hoa Kỳ. Năm 2010, dân số của thành phố này là 3296 người.

## Dân số
- Dân số năm 2000: 3686 người.
- Dân số năm 2010: 3296 người.